# 海涅-博雷尔定理
在数学分析中，海涅-博雷尔定理（Heine–Borel theorem）或有限覆盖定理、博雷尔-勒贝格定理（Borel–Lebesgue theorem），以愛德華·海涅和埃米尔·博雷尔命名。斷言：
对于欧几里得空间 Rn 的子集 S，下列两个陈述是等价的:
- S 是闭合并且有界的
- 所有 S 的开覆盖有有限子覆盖，也就是说 S 是紧致的。

在实分析的文章中，前面性质有时用做紧致性的定义性质。但是在考虑更一般的度量空间的子集的时候这两个定义就不再等价了，在这种一般情况下只有后者还用于定义紧致性。事实上，对任意度量空间的 Heine–Borel 定理为:
度量空间的子集是紧致的，当且仅当它是完备的并且完全有界的。

## 历史和动机
今天叫做海涅-博雷尔定理的历史开始于十九世纪对实分析的坚实基础的寻觅。理论的中心是一致连续的概念和声称所有闭区间上的连续函数是一致连续的定理。狄利克雷首先证明了它，并隐含的在他的证明中利用了闭区间的给定开覆盖的有限子覆盖的存在性。他在1852年的演讲中使用了这个证明，并在1904年得以出版。
后来愛德華·海涅、卡尔·魏尔斯特拉斯和Salvatore Pincherle使用了类似的技术。埃米尔·博雷尔在1895年首次发表并证明了一种形式的现在的海涅-博雷尔定理。他的公式化受限制于可数覆盖。昂利·勒贝格(1898年)和Schoenflies(1900年) 把它推广到了任意覆盖。

## 定理的讨论
如果一个集合是紧致的，则它必定是闭合的。
设集合S是Rn的子集。首先证明一个引理：若a是S的一个极限点，则任意有限个开集U，其中U与a的某邻域VU不相交，所组成的开集族C不能构成S的一个开覆盖。实际上，所有的VU的交集是a的一个邻域，记为W。由于a是S的一个极限点，W必须包含一个属于S的点x。而由于x不被包含于C，故开集族C不能构成S的一个开覆盖。
若S是紧集但不是闭集，则存在S的一个极限点a，它不属于S。考虑一个开集族C’，其中C’是由所有S中的点x的某个邻域 N(x)所组成的，其中每个邻域N(x)足够小，使得其与a的某个邻域不相交。则C’构成S的一个开覆盖，但是C’的任意有限子集符合引理条件，故不可能构成S的开覆盖。由此，与S的任意开覆盖存在有限子覆盖矛盾。故S是闭的。
这个证明也可以说明任意Hausdorff空间的紧集是闭集。
如果一个集合是紧致的，则它是有界的。
考虑以一个公共点为中心有任何半径的那些开球。这可以覆盖任何集合，因为在这个集合中所有点都用与那个点有某种距离。这个覆盖的任何有限覆盖必定是有界的，因为它会被界定在这个子覆盖的最大开球内。因此，这个子覆盖的所覆盖的任何集合都必定是有界。
紧致集的一个闭子集是紧致的
令K为Rn上的一个紧致集T的一个闭子集，令CK为K的一个开覆盖。 那么U = Rn \ K是一个开集并且
{\displaystyle C_{T}=C_{K}\cup \{U\}}
是T的一个开覆盖。由于T是紧致的, 那么CT有一个有限的子覆盖{\displaystyle C_{T}',}同样覆盖更小的集合K。因为U不包含K的任何点, 集合K已经被{\displaystyle C_{K}'=C_{T}'\setminus \{U\}}覆盖，它是原始族CK的一个有限子族。那么就能够从K的任意开覆盖CK中筛选出一个有限的子覆盖。
如果一个集合封闭且有界，那么它是紧致的。
如果Rn内的一个集合S是有界的，那么它可以被包围在n维盒中
{\displaystyle T_{0}=[-a,a]^{n}}
其中a > 0。由上述性质，足够说明T0是紧致的。

## 推广
真正推广到任意度量空间为:
度量空间的子集是紧致的，当且仅当它是完备的和完全有界的。这种推广也适用于拓扑向量空间，更一般适用于一致空间。
下面是证明的 "⇒" 部分的梗概，依据于讓·迪厄多內，在一般度量空间的上下文中:
1. 明显的任何紧致集合 E 都是完全有界的。
2. 设 (xn) 是在 E 中任意柯西序列；并设 Fn 是在 E 中集合 { xk : k ≥ n } 的闭包并且 Un := E − Fn。如果所有 Fn 的交集为空，则 (Un) 将是 E 的开覆盖，因此将有 E 的有限子覆盖 (Unk)，因此 Fnk 将为空，这蕴涵了 Fn 对于所有大于任何 nk 的 n 为空，这是个矛盾。所以所有 Fn 的交集非空，而在这个交集中的任何点都是序列 (xn) 的会聚点。
3. 柯西序列的任何会聚点都是极限点 (xn)；所以任何 E 中柯西序列收敛在 E 中，换句话说，E 是完备的。

证明的 "⇐" 部分的梗概如下:
1. 如果 E 不是紧致的，则将存在 E 的覆盖 (Ul)l 有着 E 的无限子覆盖。利用 E 的完全有界性来递归的定义在 E 中的球序列 (Bn) 带有
  - Bn 的半径是 2−n；
  - 没有 Bn 的有限子覆盖 (Ul∩Bn)l；
  - Bn+1 ∩ Bn 非空。
2. 设 xn 是 Bn 的中心点并设 yn 是 Bn+1 ∩ Bn 中的任何点；因此我们有 d(xn+1, xn) ≤ d(xn+1, yn) + d(yn, xn) ≤ 2−n−1 + 2−n ≤ 2−n+1。可得出对于 n ≤ p < q: d(xp, xq) ≤ d(xp, xp+1) + ... + d(xq−1, xq) ≤ 2−p+1 + ... + 2−q+2 ≤ 2−n+2。因此，(xn) 是 E 中的柯西序列，收敛于 E 中的某个极限点 a，因为 E 是完备的。
3. 设 {\displaystyle I_{0}} 是索引使得 {\displaystyle {\mbox{ }}_{U_{I_{0}}}} 包含 a；因为 (xn) 收敛于 a 而 {\displaystyle {\mbox{ }}_{U_{I_{0}}}} 是开集，有一个大 n 使得球 Bn 是 {\displaystyle {\mbox{ }}_{U_{I_{0}}}} 的子集 - 这矛盾于 Bn 的构造。

"=>" 部分的证明可轻易的推广到任意一致空间，但是 "<=" 部分的证明更加复杂并等价于超滤子原理 ，一种形式的选择公理。 (在一般度量空间中，"<=" 方向要求依赖选择公理)。

## 外部連結
- Ivan Kenig, Dr. Prof. Hans-Christian Graf v. Botthmer, Dmitrij Tiessen, Andreas Timm, Viktor Wittman. . Hannover: Leibniz Universität. 2004. （原始内容 (avi • mp4 • mov • swf • streamed video)存档于2011-07-19）.